# Goodyera pusilla
Goodyera pusilla är en orkidéart som beskrevs av Carl Ludwig von Blume. Goodyera pusilla ingår i släktet knärötter, och familjen orkidéer. Inga underarter finns listade i Catalogue of Life.